# Parti communiste algérien
Le Parti communiste algérien (PCA) était un parti communiste en Algérie.
Lorsque s’achève la Seconde Guerre mondiale, le Parti communiste algérien (PCA) est un jeune mouvement (fondé en octobre 1936 à partir des fédérations algériennes du Parti communiste - SFIC), mais ayant l’expérience du militantisme pour l’application du programme du Front populaire et de la clandestinité, marquée par des arrestations et des internements en nombre.
En juin 1955, après des débats internes, ses dirigeants prennent la décision de participer à l’insurrection de la guerre d'Algérie au côté du Front de libération nationale.
Ils le font notamment pour éviter le départ des militants anticolonialistes les plus résolus, et assurer l’avenir du Parti dans l’Algérie indépendante. La décision de cet engagement implique néanmoins pour le PCA la perte de son électorat européen. Il prend également ses distances vis-à-vis du Parti communiste français qui, bien que soutenant le mouvement vers l'indépendance de l’Algérie, refuse d'approuver la violence du Front de libération nationale.
Le 12 septembre 1955, peu après les massacres dans le Constantinois, le parti est interdit par les autorités françaises. Il se rapproche alors de plus en plus du Front de libération nationale.
Le parti est à nouveau interdit en novembre 1962 par le gouvernement de Ben Bella sans jamais obtenir par la suite de reconnaissance légale du nouveau pouvoir fondé officiellement sur l’autorité du Parti unique FLN.

## Histoire

### Une branche du Parti communiste français
Le PCA émerge en 1920 comme une extension du Parti communiste français (PCF). Ses noyaux (cellules) sont principalement composés d'ouvriers expatriés, Européens dont de nombreux Français « indésirables » en Métropole, après que leurs parents eurent été envoyés dans les colonies à la suite de la commune de Paris et de mouvements ultérieurs.

### Une formation autonome

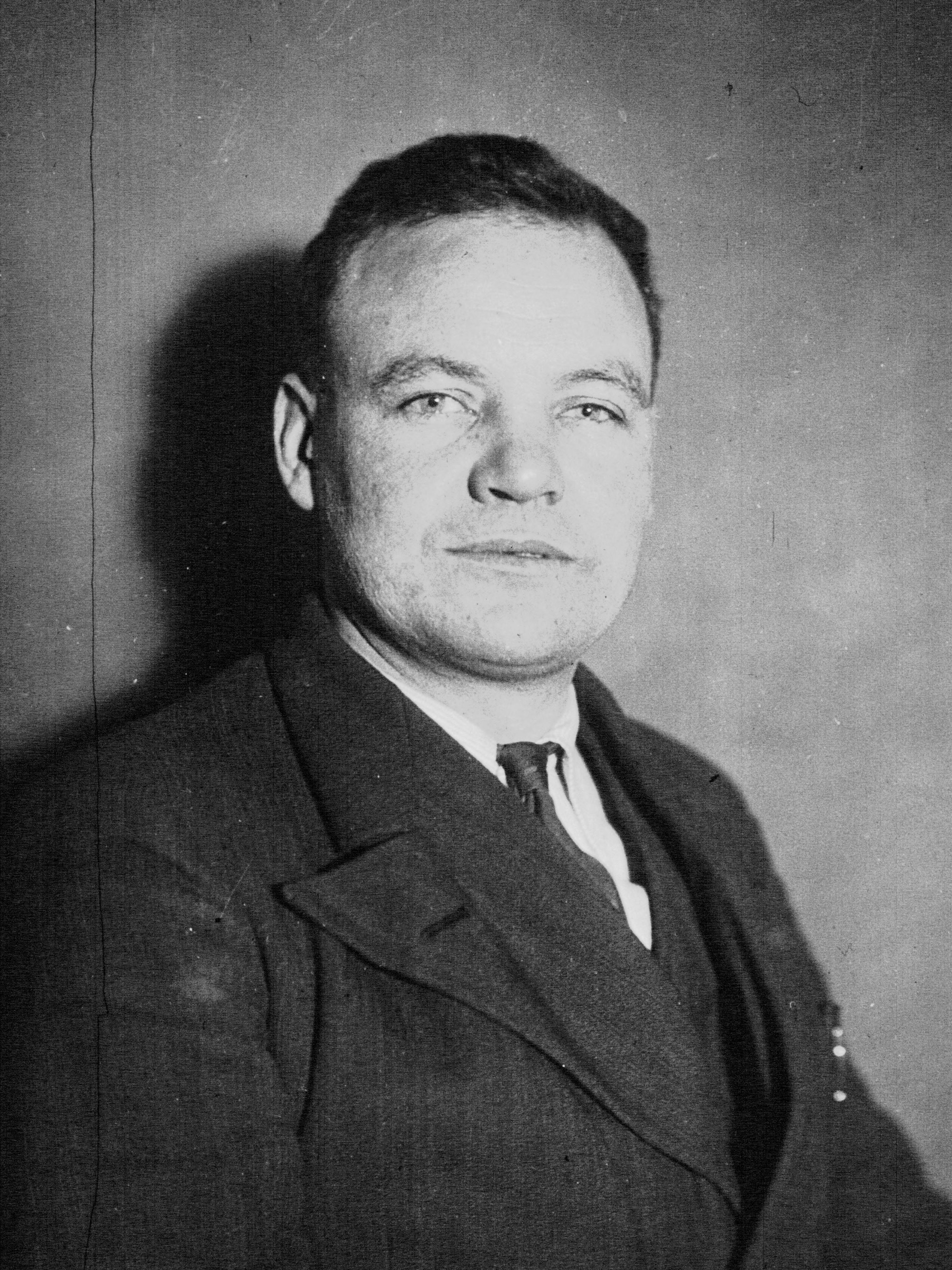
Maurice Thorez est secrétaire général de 1930 à 1964, étant l’élément-clé de la « stalinisation » du mouvement.

Le PCA devient finalement une entité séparée en 1936 et ouvre ses rangs aux autochtones. De son congrès constitutif, tenu les 16 et 17 octobre 1936, regroupant des délégués-militants d'origines diverses, sort un secrétaire, Ben Ali Boukort un intellectuel qui utilisait le pseudonyme « El Djazairi » dans ses articles. Boukort a été envoyé à Moscou pour perfectionnement de 1932 à 1936 sans achever sa formation. En septembre 1939, il quitte le PCA et c'est Kaddour Belkaïm son second (de son vrai nom Kaddour Boussahba), qui tint le premier rôle du PCA. Ce dernier est déporté en septembre 1939 à Djeniene Bourezg (70 km au sud de Aïn Sefra), à la suite de l'interdiction du PCA par le Gouvernement de Vichy. Kaddour meurt en déportation en 1940.
Le deuxième algérien autochtone qui occupa le poste de premier secrétaire officiellement du PCA, de 1943 à 1947, fut Amar Ouzegane. Ce dernier s'était trouvé en conflit avec les courants du Mouvement national algérien sur le terrain et avec la nouvelle stratégie de Moscou, soutenue par le Parti communiste français, d'alliance avec les mouvements nationaux des pays colonisés. Ouzegane, critiqué au 4e congrès du PCA, en avril 1947, est rétrogradé au rang de 3e secrétaire du PCA. Le 28 décembre 1947, sur décision du Comité central, il est démis du bureau politique du PCA, pour être finalement exclu du parti par sa cellule. Paradoxalement, c'est au niveau du Parti du peuple algérien, puis au Mouvement pour le triomphe des libertés démocratiques, puis au Front de libération nationale qu'il avait repris son activité politique, par la suite.
Envoyé du Parti communiste français, Robert Deloche, est considéré comme étant « la véritable autorité du PCA avec pour rôle d’appliquer les directives du PCF ».
Larbi Bouhali remplace, en avril 1947, Amar Ouzegane, il garde le poste de premier secrétaire jusqu'en septembre 1955 avant son interdiction par les autorités françaises. Il continue à assurer sa fonction dans la clandestinité jusqu'en 1962. Il quitte l'Algérie clandestinement en 1956 pour représenter le PCA dans différents congrès internationaux. La branche armée du PCA durant la guerre d'Algérie, les « Combattants de la libération », est dirigée par Bachir Hadj Ali qui se rallia au FLN, à titre individuel, en 1956.

### Composition ethnique du PCA
La volonté de l’algérianisation des rangs communistes est ancienne. Alors que la Section française de l'Internationale ouvrière (SFIO) d’avant 1914 et les jeunes sections algériennes du PCF d’après 1920 n’avaient recruté que des Européens, le parti fit en sorte que des musulmans soient recrutés, organisés, portés à des postes de responsabilité.
Après 1945, cette volonté se poursuit, facilitée par la conjoncture politique locale : au même moment, le Parti du peuple algérien est traversé par des querelles internes (dont la fameuse « Crise berbériste » de 1949 et les rivalités entre Messali Hadj et les jeunes du parti qui commencent à se dessiner). Lors d’une session du comité central du PCA en 1949, Paul Caballero se félicite de la « vague d’adhésions », dont « 80% d’Algériens Arabo-berbères ». Le parti peut même se targuer de constituer quelques bastions dans des zones rurales pauvres et dans les bidonvilles des ceintures urbaines.

Ce mouvement se répercute dans les instances dirigeantes. Contrairement à ce qui s’était passé avec la génération précédente, où le PCF formait des militants musulmans selon ses critères et ses méthodes, il y a désormais des mouvements endogènes. Des figures nouvelles, pour la plupart de jeunes intellectuels, apparaissent : Bachir Hadj Ali devient rédacteur en chef de Liberté, l’hebdo du PCA, en 1947, Ahmed akkache, secrétaire général des Jeunesses communistes en 1946, entre au comité central du PCA dès l’année suivante, au bureau politique en 1949. Tout aussi jeune, Boualem Khalfa devient rédacteur en chef d’Alger républicain. Arrivé plus tard au PCA (1950), Sadek Hadjerès y connaît une ascension rapide : membre du comité central en 1952, du bureau politique en 1954, numéro deux du parti, aux côtés de Bachir Hadj Ali, durant toute la guerre d’indépendance. Le comité central, élu par le IVe congrès tenu du 17 au 19 avril 1947, était composé de 25 Européens et de 23 arabo-berbères. Son bureau politique comptait neuf Européens (Paul Caballero, Henriette Neveut, Pierre Fayet, Alice Sportisse Gomez-Nadal, Yvron Kouch, Roger Rouzeau, Elie Angonin, Nicolas Zannetacci, André Moinier) et huit arabo-berbères (Larbi Bouhali, Amar Ouzegane, Rachid Dalibey, Ahmed Mahmoudi, Cherif Djemad, Ahmed Khalef, Bouali Taleb, Abdelhamid Boudiaf), son secrétariat, un (Paul Caballero) pour trois (Amar Ouzegane, Larbi Bouhali, Rachid Dalibey). Le processus se poursuivit ensuite. Au Ve congrès (1949), on l’a vu, furent promus Ahmed Akkache et Bachir Hadj Ali (celui-ci, déjà membre du bureau politique, rejoint le secrétariat). Au terme du VIe congrès (1952), le secrétariat compta plus de musulmans que d’européens. La proportion était de 8 pour 4 au bureau politique, de 30 pour 17 au comité central. Dans les moyennes et petites villes, les secrétaires de section étaient le plus souvent des musulmans. À la veille de la guerre d’indépendance, le PCA compte dans ses rangs 11 à 12 000 adhérents, dont 60% de musulmans, soit environ 7 000 à 8 000. Il est alors la seconde force politique dans la population musulmane (en nombre d’adhérents), derrière le PPA-MTLD, largement en tête (force militante d’environ 25 000 personnes), mais devant l’UDMA, mouvement plus élitiste, presque uniquement urbain.

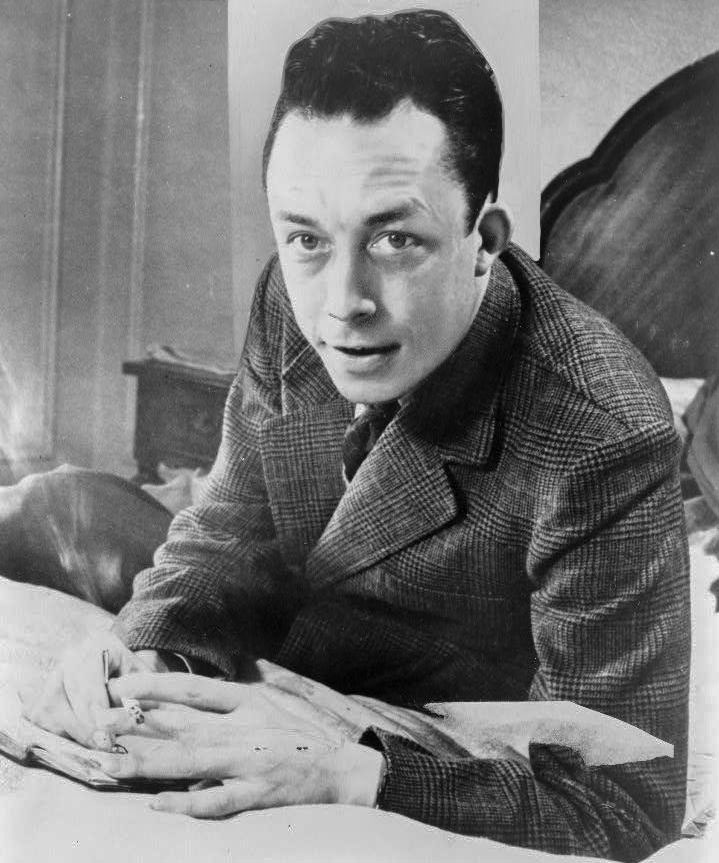
Albert Camus journaliste dAlger républicain.

Le milieu communisant d’Alger républicain est également un lieu d’expression pour de jeunes intellectuels comme Henri Alleg, Mohammed Dib ou Kateb Yacine.
À la Confédération générale du travail (CGT), contrôlée en Algérie comme en France par des militants communistes, les rangs du syndicat, plus encore que ceux du PCA, s’algérianisent : probablement 60% des 125 000 adhérents (année 1948), près de la moitié des directions locales, 60% (9 sur 15) à la direction nationale algérienne. La IVe conférence fédérale, réunie en janvier 1950, met en avant, outre des revendications sociales classiques, « la lutte contre l’oppression nationale et le régime colonial qui sévissent en Algérie ».
Une partie des musulmans du PCA étaient recrutés essentiellement au sein de la stricte minorité qui avait pu aller à l’école, parfois bien au-delà, soit par sélection sociale (fils de Caïds et autres cadres Indigène), soit par chance, ayant été remarqués dès l’enfance par un instituteur communiste, comme Boualem Khalfa, Sadek Hadjerès, Bachir Hadj Ali, Kateb Yacine, Mohammed Dib, devenus médecins, journalistes, écrivains, enseignants, etc., cultivés, lisant la presse, écoutant la radio, voyageant, maniant avec la même aisance le Français et l’Arabe, certains le Kabyle. Peu nombreux, ils fournirent rapidement les cadres autochtones dont le parti avait besoin, tant pour son lien avec les masses que pour son image. Nouvellement militant au sein de la section communiste de Larb’a, Sadek Hadjerès observe: « Certains adhérents musulmans étaient des éléments pensant en partie “à la française” (je ne le dis pas de façon péjorative, mais pour souligner le caractère réducteur de cette composition). Ils apparaissaient à la masse de la population comme ceux qui, en compagnie des Français, buvaient de l’alcool et jouaient aux boules. »

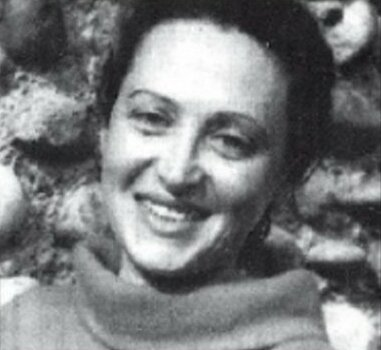
Jacqueline Guerroudj, militante communiste et anticolonialiste française, membre du FLN et maquisarde durant la Guerre d'Algérie.

Une autre partie étaient issues de classes populaires : ouvriers non qualifiés, dockers, fellahs. Pour Jacqueline Guerroudj, institutrice communiste, originaire de métropole, fraîchement nommée dans la région : « J’ai été étonnée de trouver dans ces montagnes des groupes importants de paysans structurés au sein du PCA, groupes qui couvraient une large zone, avec plusieurs centres particulièrement actifs. Leur aptitude, alors qu’ils étaient quasiment illettrés et géographiquement isolés, à la réflexion, à l’organisation efficace et à l’entraide, était surprenante. » Contrairement peut-être à certaines cellules urbaines, les questions abordées étaient très pratiques et concernaient les conditions de vie.
Cette « arabisation » provoque une montée de la défiance de la part des européens, éloignant des électeurs européens du PCA. Lors des élections municipales d’avril 1953, ce parti perd la mairie emblématique de Sidi Bel Abbès (René Justrabo).Cette méfiance atteint même les adhérents européens. « Même chez certains pieds-noirs communistes, il y avait une distance. Un jour, Cherif Djemad, un militant aguerri, m’avait dit : “ Certains me recevaient chez eux comme un indigène, pas comme un camarade !” » (témoignage de Saïd Abtout). Lors de la session du comité central du 17 janvier 1953, Bachir Hadj Ali, nouveau secrétaire du Parti, insista : il fallait lutter « contre les tendances racistes, paternalistes ou sectaires ». Le Parti dut exclure des militants européens refusant catégoriquement la nouvelle ligne, jugée suicidaire.
Même constatation dans les rangs du syndicat. Lorsque la CGT algérienne appela les ouvriers à faire grève, en mai 1952, contre le (nouveau) bannissement de Messali Hadj, ses adhérents européens ne suivirent pas. D’autres restaient sur les schémas paternalistes anciens. André Tollet, chargé durant toute cette période de suivre les Unions départementales de la CGT, se souvient : « Quand j’allais en Algérie, ce n’était jamais facile avec les syndicalistes européens. Même une notion comme “lutte commune” leur était souvent étrangère. Certains me disaient qu’il fallait se borner à “être gentils avec eux” ». Comme simultanément les musulmans adhéraient nombreux, le syndicat était devenu pour bien des Européens « la CGT des Arabes », comme en témoigne un dirigeant communiste du syndicat, André Ruiz : « Nous avons souvent entendu les travailleurs européens, influencés par la propagande colonialiste, dire : “C’est vrai que seule la CGT lutte et défend les revendications, mais je n’adhère pas, parce que c’est la CGT arabe” ». Globalement, l’apport indigène ne compense pas les départs d’Européens : le syndicat perd la moitié de ses adhérents entre 1948 et la veille de l’insurrection.

### Combat national
Au moment de la Libération, les communistes d’Algérie ont suivi la ligne cohérente du parti « grand frère », toujours très influent sur la rive sud de la Méditerranée, partageant les analyses et les comportements de la période qui a suivi immédiatement le drame du Constantinois au printemps 1945 (mise sur un pied d’égalité des massacreurs et des massacrés), se coupant ainsi de la voie nationaliste. Ainsi, en mai 1945, le PCA et le PCF dénoncent les insurgés de Sétif et de Guelma comme des « provocateurs hitlériens ». Des communistes et cégétistes de Guelma participent alors à la milice du sous-préfet André Achiary qui organise la sanglante répression qui sévira au cours du mois de mai,.
Le parti est alors confronté à un choix stratégique : soit persister dans la voie de la dénonciation du mouvement national, et apparaître aux yeux des masses algériennes comme des agents ou, pour le moins, des alliés de la répression coloniale, soit modifier l’analyse, et ainsi tenter de se réinsérer progressivement dans la vie politique de la colonie.
C'est dans les derniers mois de 1945 et l’année 1946 que la thèse des responsabilités partagées est publiquement abandonnée et pour que commence une campagne pour la libération et l’amnistie de tous les emprisonnés algériens. Le 3 octobre 1945, tous les élus communistes d’Algérie écrivent en ce sens au gouverneur général et au ministre de l'Intérieur. Le bureau politique, dans sa réunion du 24 octobre, persiste, demande « une élémentaire mesure de justice et d’équité, la libération immédiate des internés politiques musulmans ». En novembre est fondé un « Comité d’initiative pour l’amnistie ». Le PCA en est ouvertement à l’origine : deux membres du bureau politique le dirigent, Roger Rouzeau et Larbi Bouhali. Ce comité fonde immédiatement des cercles locaux, qui remportent un grand succès : fin 1945, ils comptent 100 000 adhérents, pour la plupart Musulmans.
Lorsque, début août 1946, Messali Hadj, fondateur du PPA, en exil forcé depuis avril 1945, est enfin libéré, des relations saines, à défaut d’être confiantes, avec la mouvance nationaliste reviennent à l’ordre du jour. En septembre a lieu à la Mutualité, à Paris, un meeting du Secours populaire en l’honneur de ce même Messali Hadj et en sa présence. Francis Jourdain y représente le PCF et lit un message d’André Marty, saluant « le camarade Hadj Messali ». Côté algérien, outre Messali Hadj, Ferhat Abbas et Rachid Dalibey prennent la parole. L’hebdomadaire du PCA en fait sa Une: « À Paris, 8 000 Français et Nord-africain demandent le retour inconditionnel en Algérie de Messali et la légalité pour le PPA », puis affirme que cet événement annonce « la possibilité de constituer immédiatement le Front national en Algérie », affirmation légèrement optimiste.

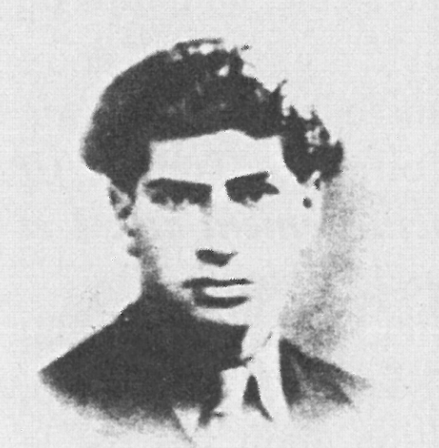
Lucien Sportisse, un syndicaliste et un militant communiste.

En mars 1946 a lieu le IIIe congrès du PCA (au foyer civique d’Alger). Le nouveau comité central issu de ce congrès, réuni en juillet, procède à une véritable autocritique : « La question nationale domine toute la vie algérienne », est-il affirmé d’emblée. Or, le PCA a « reculé sur sa propre ligne en estompant sa position nationale » et il est apparu « comme un parti non algérien ». Formule particulièrement grave. Le nouveau programme est bien plus « national algérien » que lors de la période précédente : il est à présent demandé l’élection d’une assemblée et d’un gouvernement algériens, acceptant cependant un représentant de la France pour les affaires extérieures et les affaires militaires, « les forces armées stationnant en Algérie devant être composées d’Algériens ». Une formule apparaît : « République démocratique algérienne, ayant sa constitution, son parlement, son gouvernement, unie par des liens fédératifs librement consentis au peuple de France et aux autres peuples fédérés dans l’Union française ». « En vérité, dit d’ailleurs sans détours Alice Sportisse à la tribune de l’Assemblée constituante, le problème de l’Algérie se place dans le cadre du problème colonial ». Vérité d’évidence aujourd’hui, mais violemment contestée en métropole. Elle poursuit : « L’Algérie doit être considérée comme un pays différent de la France, ayant son caractère propre. Ce pays doit avoir une vie nationale propre. C’est là la vérité historique vers laquelle il s’achemine, qu’on le veuille ou non. Nous pensons que rien ne sert de tergiverser ou de ruser avec les aspirations légitimes à la vie nationale des masses algériennes. Soyez bien persuadés qu’elles savent ce qu’elles veulent, et pas plus la politique de force brutale que celle de l’autruche ne les détourneront de leur objectif ».
Le congrès suivant, le quatrième, a lieu à Alger (à la MAISON-CARREE) du 17 au 19 avril 1947. Le document soumis aux congressistes monte d’un cran dans l’autocritique : durant toute une période, le PCA avait suivi « une politique sectaire, hésitante » qui l’avait placé « en dehors du mouvement national » et condamné « à continuer à végéter avec les seuls éléments d’origine européenne ». Il a dû rectifier et adopter « une politique hardie et profondément unitaire, qui nous permettrait de nous intégrer dans le mouvement national ». La première victime de cette rectification est Amar Ouzegane, le secrétaire général, dont les outrances antinationalistes étaient connues (il sera exclu en 1948). Larbi Bouhali, moins engagé sur cette thématique, est élu à ce poste.

### La réapparition du thème de l’indépendance

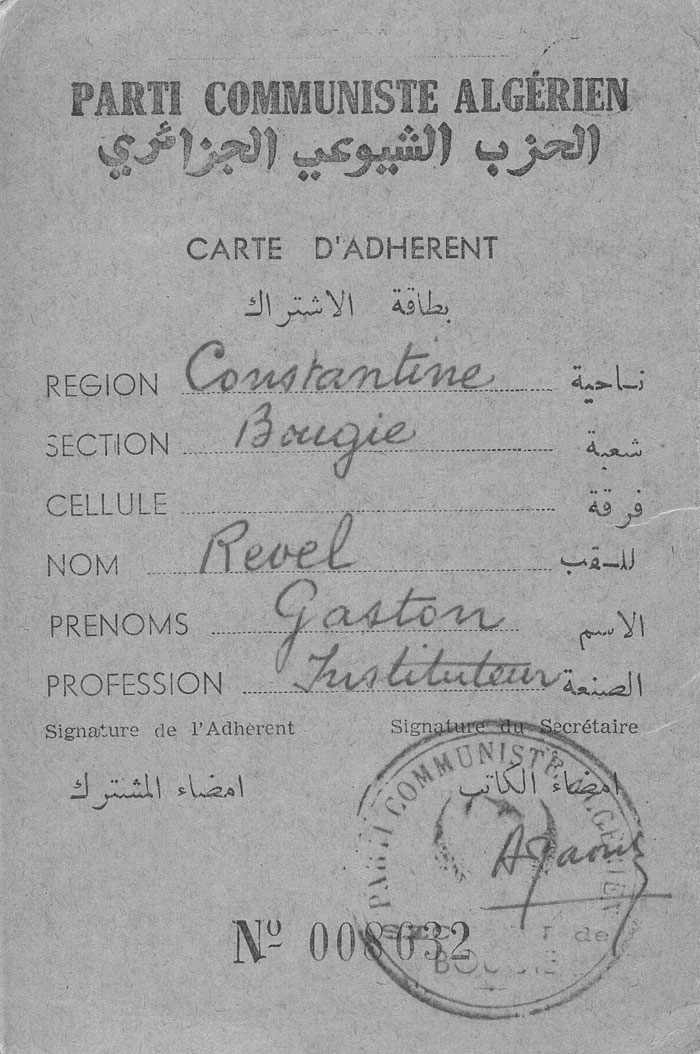
Carte de membre du Parti communiste algérien.

La question nationale redevient l’axe de leurs réflexions, de leur stratégie. Larbi Bouhali présente, lors d’une session du comité central (2 octobre 1948), un rapport dont le titre même est un programme : « L’avenir de l'Algérie se décidera avant tout par la lutte de notre peuple sur le sol national ». Bouhali précise que cet avenir « ne se décidera ni au Caire, ni à Washington », évidente référence aux liaisons et aux espérances du Messalisme. Mais, et Bouhali le laisse clairement entendre, pas non plus à Paris : « Nous risquons d’entretenir l’illusion qu’un gouvernement d’union démocratique en France pourra résoudre seul tous les problèmes qui se posent devant nous et par conséquent démobiliser les masses Algériennes », formule autocritique inimaginable quelques années plus tôt. Il faut donc, bien plus qu’avant, apparaître comme un parti national. « Or, poursuit le rapporteur, nous avons jusqu’ici pratiqué une sous-estimation du Mouvement national, qui découle elle-même de l’insuffisance de notre liaison avec les masses. Nos cadres ne sont pas suffisamment liés aux masses et plus particulièrement aux masses musulmanes, à l’atelier, au bureau, dans les cafés, sur les marchés, dans les douars ». C’est donc un nouvel appel à une réorientation que lance la direction du PCA. Et pour parvenir à ses fins, elle doit « d’abord convaincre tout le Parti » que « le Mouvement national domine effectivement toute la vie politique de notre pays. Ceux qui ont tendance à l’oublier seront hors course : aussi longtemps que nous sous-estimerons sa puissance, nous commettrons des erreurs et par conséquent nous piétinerons ». On peut voir là une critique feutrée de certains cadres européens du Parti.
Développant cette logique, le comité central du PCA, réuni les 11 et 12 novembre 1950 à Alger, invite ses militants à (re)prononcer le mot décisif : l’objectif du Parti est désormais la constitution d’un « front Anti-impérialiste pour l’indépendance nationale et la paix ». Bouhali commente : « L’immense majorité, la quasi-totalité de notre peuple aspire à une véritable libération nationale, que notre parti a conscience d’exprimer sous la formule de réelle indépendance », mais assortie du maintien de « liens fédératifs » comparables à ceux des Républiques soviétiques d’Asie. Le parallèle n’est pas seulement théorique : l’Algérie choisira l’indépendance pleine et entière si la France reste « aux mains de la réaction et du Fascisme », mais pourra lui rester liée si advient « une République française vraiment démocratique avec, par exemple, le prolétariat au pouvoir ». Ce « par exemple » est une jolie formule... qui masque tout de même bien des hésitations devant l’exigence radicale, absolue, de l’indépendance. À l’Assemblée nationale, les orateurs du PCA défendent désormais à chaque occasion, au milieu d’incessantes interruptions, la thématique de la libération nationale, tout en l’assortissant, là aussi, de l’association avec la lutte du peuple de France : « Oui, l’heure de notre libération nationale est proche. Nous avons une claire vision de cette perspective, parce que notre lutte est appuyée sur celle du peuple de France, qui vous obligera, que vous le vouliez ou non, à céder la place à un gouvernement qui sera l’expression fidèle de sa volonté » (Alice Sportisse, 15 mars 1950).
De ce fait, les relations avec les autres forces nationales sont assainies. Fin juillet 1951, le PCA réussit à convaincre le Mouvement pour le triomphe des libertés démocratiques (MTLD), l’UDMA et les oulémas musulmans algériens de fonder avec lui un « Front algérien pour la défense et le respect des libertés » (FADRL). Un comité directeur du nouveau Front, de 30 membres, représentants des quatre grandes familles, est mis sur pied. Rapidement, quelques comités locaux voient le jour. L’appellation du Front était minimale : ce fut bel et bien, en tout cas dans l’esprit du MTLD et du PCA, un pas vers l’indépendance qui fut programmé. L’hebdomadaire Liberté l’affirma même en titre : « Le Front algérien pour la défense et le respect de la liberté, premier pas décisif dans la voie de l’union pour l’indépendance nationale ». Le 5 août, lors de l’initiative publique de lancement du Front, s’exprimèrent des orateurs des différentes composantes (cheikh Larbi Tébessi, Ahmed Boumendjel). Au nom du PCA, Larbi Boussa fut on ne peut plus clair : « On ne pourra parler réellement de liberté, de paix et de bien-être dans notre pays que lorsque notre peuple sera maître de ses destinées, que lorsqu’il jouira de sa pleine indépendance nationale ». Était-on à la veille d’une unification des forces anticolonialiste ? Le danger, qui se révélera mortel, vint des rangs communistes, mais pas d’Algérie. En effet, peu de temps après, à l’occasion des élections cantonales des 7 et 14 octobre 1951, les mouvements nationalistes se déclarèrent pour le boycott, en signe de protestation contre le trucage systématique par le gouvernement général. Le comité central du PCA pencha pour la même position, ce qui lui fut reproché par la « section coloniale » du PCF, qui exerça une pression insistante… Sadek Hadjerès, alors secrétaire du PCA, se souvient : « Les camarades de Paris ne nous ont pas dit : “Vous allez appliquer ça !”. Non, c’était plus subtil : “On devrait en rediscuter, nous sommes un grand parti d’expérience”… Ils ont réussi à inverser la majorité ». Le PCA participa donc finalement aux élections. On imagine les dégâts que pouvaient provoquer ces circonlocutions chez les partenaires des communistes.
Le PCA, malgré ce faux pas, persiste. Son orientation indépendantiste est confirmée par son VIe congrès, en février 1952, le premier de sa jeune histoire où les délégués musulmans sont plus nombreux (142) que les Européens (104). L’intitulé même du rapport du secrétaire général, toujours Larbi Bouhali, fait référence à une « Algérie libre et indépendante » : « Il est clair que la première préoccupation de notre peuple, c’est de vivre libre et indépendant. C’est pourquoi nous mettons au premier plan de nos préoccupations la lutte pour la libération nationale de notre pays, pour une véritable indépendance nationale ». Ces avancées font que le PCA apparaît, plus qu’auparavant, aux yeux de la population majoritaire, comme une composante de la vie nationale.[réf. nécessaire]

### L’insurrection de novembre 1954

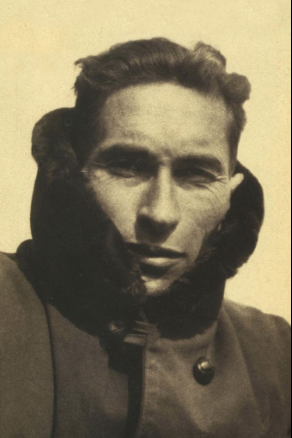
Maurice Laban, membre du PCA, ancien combattant dans les Brigades internationales.

Les communistes algériens ont été surpris, comme les autres composantes du Mouvement national, par la date et l’étendue de l’explosion. Mais pas par l’explosion elle-même. Ils sentaient, à divers indices, que des événements importants se préparaient. Mais, comme la plupart des acteurs historiques, ils ne surent pas alors à qui ils avaient affaire. Pour mémoire, se rappeler que l’appellation même de « Front de libération nationale », devenue célèbre dans le monde entier, était totalement inconnue de toutes les forces politiques d’Algérie et de métropole avant le 1er novembre 1954.
D’où des hésitations, des interrogations. Mais, fait remarquable, des communistes comprirent vite que le Mouvement national venait d’effectuer un bond qualitatif, certains rejoignirent les premiers maquis.
Le bureau politique, réuni immédiatement après afin de rendre un texte public, ne retint pas la thèse de la provocation. La comparaison de son communiqué avec celui de son « grand frère » métropolitain ne manque pas d’intérêt. D’abord quant à la réactivité : c’est le 2 novembre que le PCA s’exprime, le PCF s’accordant une semaine de réflexion (8 novembre). Mais, surtout, les contenus diffèrent. Le PCA précise d’emblée : c’est « la Politique colonialiste d’oppression nationale, d’étouffement des libertés et d’exploitation, avec son cortège de racisme, de misère et de chômage » qui, heurtant de front les « aspirations légitimes du peuple algériens », était à l’origine des événements. Aussi, « la meilleure façon d’éviter les effusions de sang, d’instaurer un climat d’entente et de paix, consiste à faire droit aux revendications algériennes par la recherche d’une solution démocratique qui respecterait les intérêts de tous les habitants de l’Algérie, sans distinction de race ni de religion, et qui tiendrait compte des intérêts de la France ». Après une dénonciation de la « répression bestiale », des « mesures de terreur », le bureau politique s’adresse tout particulièrement aux travailleurs européens : ne vous laissez pas « influencer par la propagande mensongère des milieux colonialistes », rejetez « toute arrière-pensée raciale », unissez-vous aux musulmans pour lutter contre « les mesures répressives de l’administration », pour « demander la libération de tous les progressistes, démocrates et militants syndicaux, arbitrairement arrêtés » et pour « qu’enfin soit amorcée une politique nouvelle qui, rompant avec les solutions de force, fera droit aux justes et légitimes aspirations du peuple algériens ». Ainsi, écrit le sociologue et militant associatif Saïd Bouamama, « on ne trouve dans cette déclaration aucune condamnation de l’insurrection du 1er novembre et de la forme armée de la lutte, comme le prétendront de nombreuses déclarations anticommunistes encore diffusées largement aujourd’hui en Algérie. En fait, de tous les partis légaux, la position du PCA est la plus claire et la plus juste »[réf. nécessaire]. L’auteur précise que les accusations contre la position initiale du PCA viennent d’une confusion, volontaire ou non, entre ce texte (2 novembre) et la déclaration solennelle du PCF (8 novembre), plus ambiguë, plus distante[réf. nécessaire].
L’historien Guy Pervillé souligne a contrario que le soutien des communistes à l’insurrection n’allait pas de soi. Certes, le PCA et le PCF, dans leurs déclarations respectives des 2 et 8 novembre 1954, avaient rejeté sur le colonialisme la responsabilité des troubles, réclamé l’arrêt de la répression, la reconnaissance du droit du peuple algérien à la liberté, et l’ouverture de négociations avec les représentants qualifiés de toutes les tendances de l’opinion publique algérienne. Mais le PCF, suivi les 14 novembre 1954 et 13 janvier 1955 par le PCA, refusait d’ « approuver le recours à des actes individuels susceptibles de faire le jeu des pires colonialistes, si même ils n’étaient pas fomentés par eux ». Cette position, selon lui, ne pouvait qu’accroître la méfiance du FLN envers les communistes.

### Pendant la guerre d'Algérie
À l'unanimité de ses cadres et militants[réf. nécessaire], le PCA participe à la lutte armée anticolonialiste.

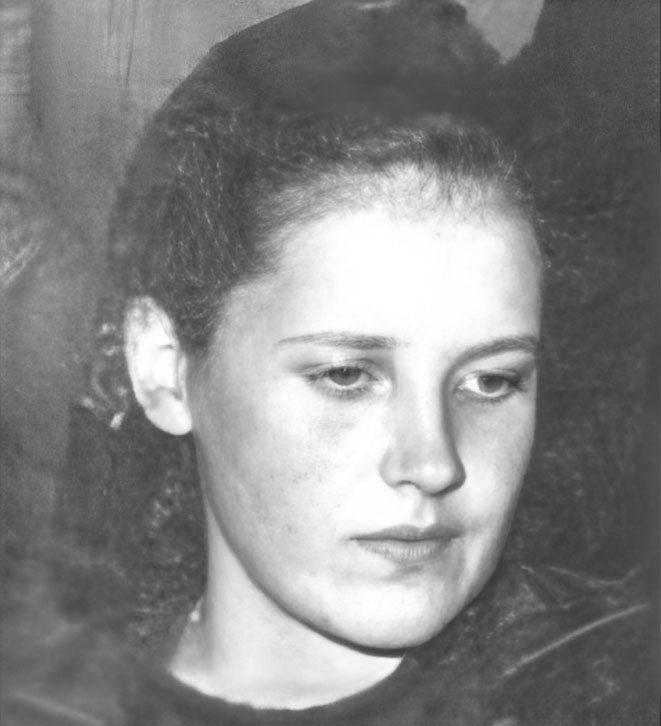
Djamila Amrane-Minne, clandestine 1956, elle passe au maquis en Kabylie.

Le bureau politique rejette les objections présentées par André Moine contre l’alignement du parti sur les nationalistes algériens le 2 mai 1955, et par le Comité central le 8 mai. En conséquence, le PCA rompait toute subordination envers le PCF. Au cours du même mois, le dirigeant du FLN Abane Ramdane conduit des rencontres avec ceux qui désiraient participer à la guerre pour l'indépendance. Un accord PCA-FLN est négocié par Bachir Hadj Ali et Sadek Hadjerès, afin de maintenir l'autonomie politique du PCA. Il n'admet l'adhésion de communistes au FLN qu'à titre individuel et non en tant que groupe.
La décision de participer à l’insurrection ne fut prise qu'en juin 1955, après des débats internes, pour éviter le départ des militants anticolonialistes les plus résolus, et assurer l’avenir du Parti dans l’Algérie indépendante. Le 20 juin étaient créés les « Combattants de la libération » (CDL), un réseau de Maquisards. La décision de cet engagement impliquait néanmoins pour le PCA l’acceptation de deux risques : la perte de son statut légal, et celle de son électorat européen. Le 12 septembre 1955, le parti est interdit par les autorités françaises. Il se rapproche alors de plus en plus du FLN.
Pendant la guerre d'Algérie (1954–1962), Bachir Hadj Ali dirige la branche armée du PCA alors que Larbi Bouhali garde le poste de premier secrétaire du PCA au niveau international.

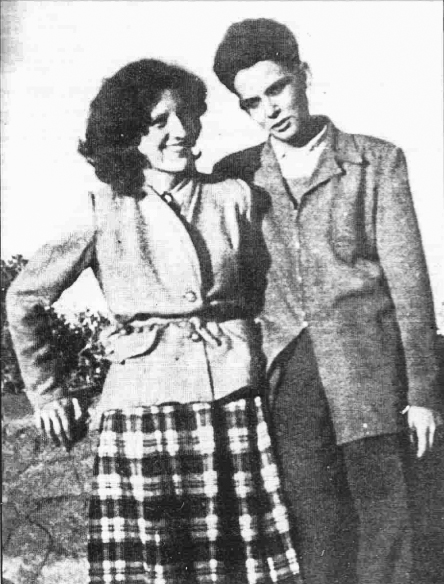
Maurice Audin et Josette Audin, Militants du Parti communiste algérien.

En septembre 1956, le mathématicien Maurice Audin organise l'extradition clandestine, vers l'étranger, du premier secrétaire du PCA, Larbi Bouhali, avant d'être lui-même arrêté et assassiné lors de la bataille d'Alger. Pendant leur « bataille d'Alger », les parachutistes du Général Massu qui avait reçu les pleins pouvoirs de police, étaient à la recherche des responsables communistes Paul Caballero et André Moine. Après l’arrestation de Georges Hadjadj, médecin communiste, qui avait soigné Paul Caballero accueilli un temps au domicile de la jeune famille Audin, le 11 juin 1957 à onze heures du soir, des parachutistes arrêtèrent Maurice Audin ou plutôt l’enlevèrent, et le conduisirent aussitôt dans cet immeuble d’El Biar qui servait aux interrogatoires sous tortures. Le lendemain, 12 juin, ils arrêtèrent Henri Alleg qui arrivait à l’appartement. Il fut emmené également à ce centre de tri d’El Biar. Dans son témoignage La Question, publié en février 1958, Henri Alleg dit avoir été mis en face de Maurice Audin : « c’est dur, Henri » sont ses derniers mots connus. Impossible de savoir ce qui est advenu de Maurice Audin jusqu’au 1er juillet 1957. Le Colonel Trinquier annonça alors à Josette Audin qu’il s’était évadé, ce qui signifiait sa disparition du fait de l’Armée française, ou plus exactement sa mort après torture.
En 1956, le PCA est progressivement marginalisé par le FLN, les militants de son groupe armé, les Combattants de la libération (CDL), ayant rejoint le FLN. C'est ainsi que Fernand Iveton pose une bombe à Alger peu de temps après l'incorporation des combattants de la libération dans le FLN. Certains chimistes qui fabriquent les bombes, Daniel Timsit et Giorgio Arbib, sont aussi issus du PCA.
La grande majorité des ex-militants, sympathisants et électeurs européens du PCA le quittent dans les mois et les années qui suivent la décision des cadres du parti de participer au soulèvement ayant le sentiment que leur Parti les avait le premier abandonnés.

### Parcours individuels

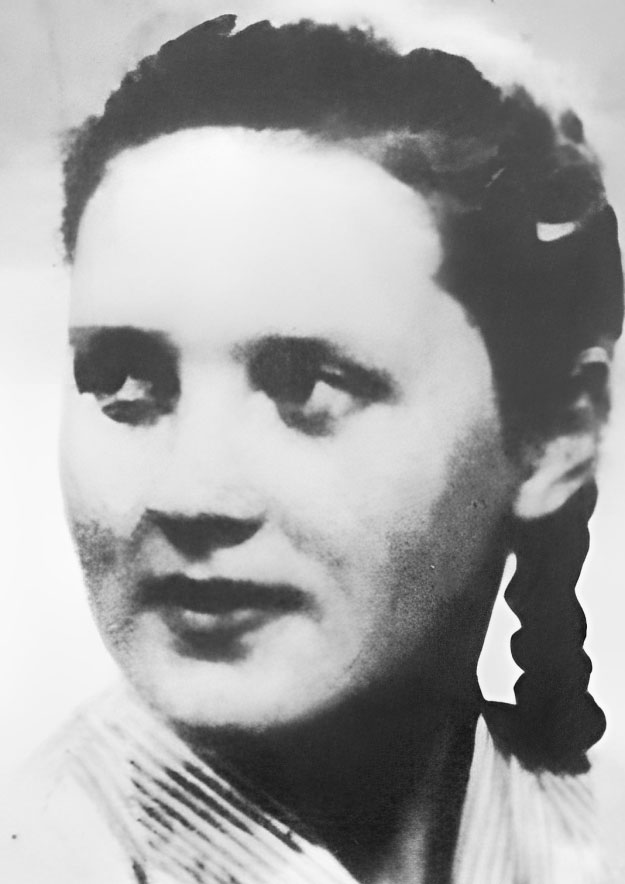
Raymonde Peschard membre du Combattants de la libération (CDL).

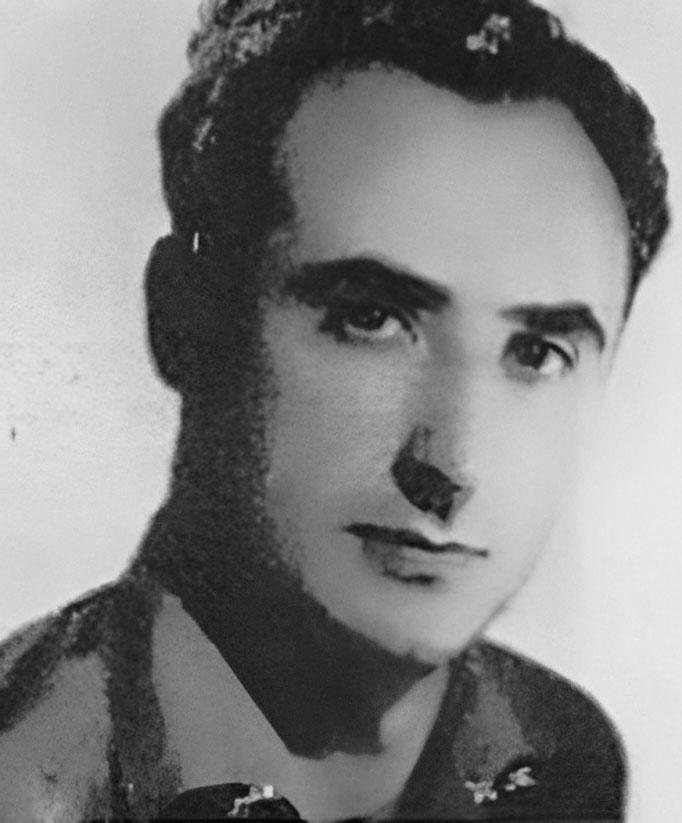
Henri Maillot (militant anticolonialiste).

Henri Maillot, sur le modèle paternel, devint militant communiste en 1943]. Il était secrétaire du Cercle de La Redoute – Birmandreis de l’Union de la jeunesse démocratique d’Algérie, l’organisation de jeunesse du PCA, à partir de 1947. Il effectua son service militaire à Maison-Carrée, dans une unité du Train à compter d’avril 1948. Il parvint à entrer à l’École des Elèves sous-officiers de Cherchell, même s’il était « fiché » comme communiste par la Sécurité militaire. Après un stage à Tours, il fut promu aspirant du Train en janvier 1949.

Après son service, il travailla à la comptabilité du journal communiste Alger républicain et devint membre du bureau national de l’UJDA à la suite du sixième congrès en 1952. Il participait ainsi aux tentatives de rapprochement avec les Nationalistes algériens. À l’occasion, il écrivait des articles dans le journal, notamment à la suite du tremblement de terre d’Orléansville, en septembre 1954. De passage à Constantine juste après la répression de l’insurrection du 20 août 1955, il vit des cadavres d’Algériens dans les gorges du Rhummel et recueillit de nombreux témoignages qui lui permirent d’écrire un article, censuré. Cette expérience fit basculer Henri Maillot en faveur de la lutte armée.

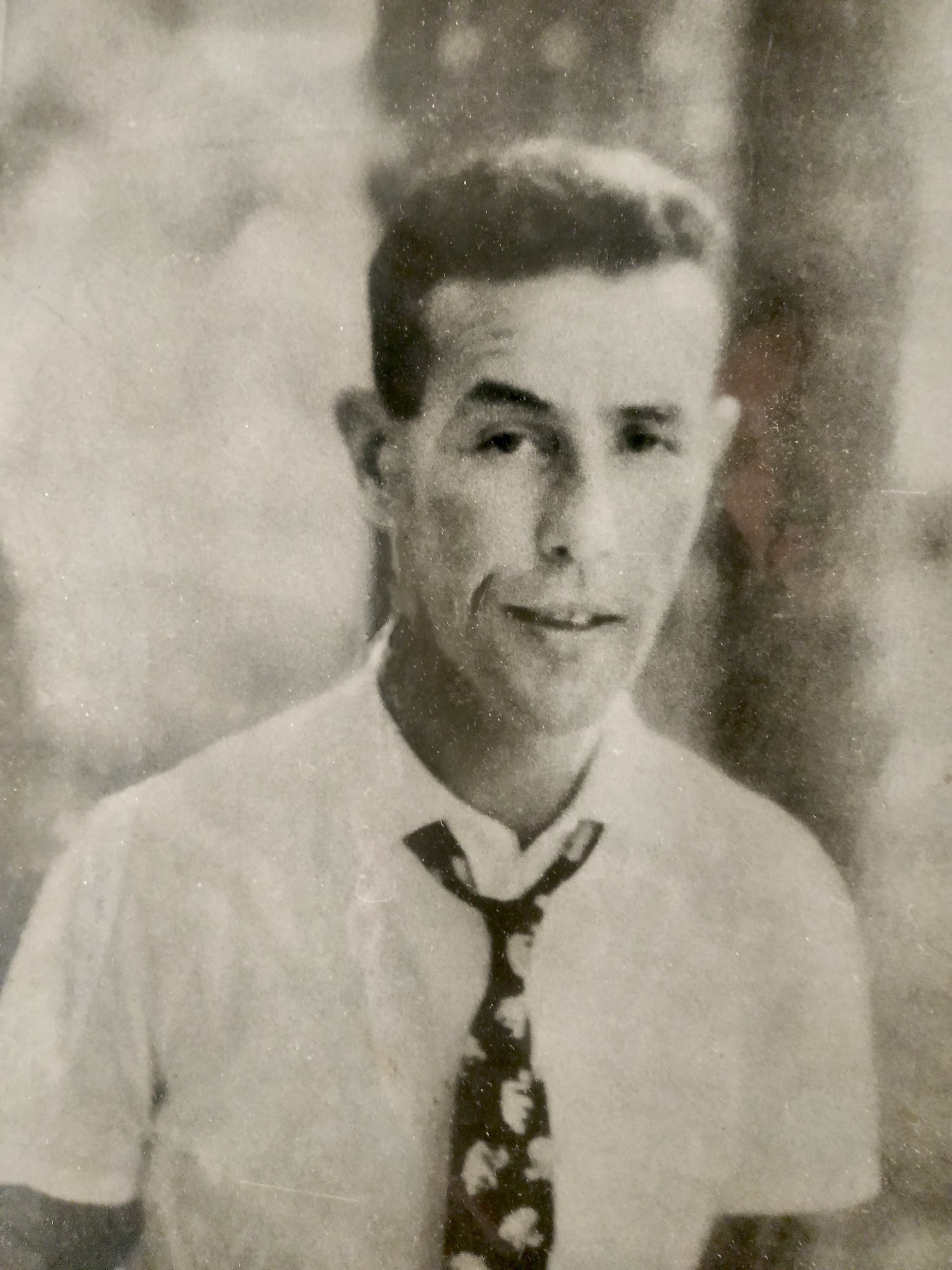
Laïd Lamrani, militant du Parti communiste algérien et membre des Jeunesses communistes.

En octobre 1955, il fut rappelé sous les drapeaux à Miliana en tant qu’aspirant, au 57e Bataillon de tirailleurs algériens (BTA) qui devint ensuite le 504e Bataillon du Train (BT). Il fut confiné dans des tâches administratives du fait de ses opinions politiques, bien qu’il s’occupait de la gestion de l’armement et des munitions. Très discipliné, il était bien vu par ses supérieurs, au point que son chef de bataillon proposa son avancement, ce qui fut fermement refusé par commandement militaire de l’Algérie. Dès décembre 1955, Henri Maillot envisagea de dérober des armes, l’information remontant jusqu’à la direction des Combattants de la libération, organisation clandestine créée après l’interdiction du PCA.
Le profond anticommunisme de nombreux cadres du FLN-ALN les poussa à exercer des pressions sur les communistes pour qu’ils renient leur parti. Ces antagonismes purent également se concrétiser par des menaces, et même à des condamnations suivies d’exécutions, comme celles de Laïd Lamrani, Salah Mohand Saïd, Roland Siméon, André Martinez, Georges Raffini, Georges Counillon, Abdelkader Belkhodja, et d’autres.

### Après l'indépendance

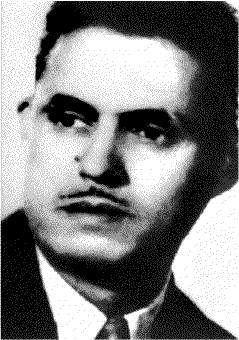
Aïssat Idir un syndicaliste algérien, fondateur de l'UGTA.

À l’indépendance, Bachir Hadj Ali est désigné comme premier secrétaire du parti. Après l’interdiction du PCA en novembre 1962 par le gouvernement de Ben Bella, sous une certaine tolérance, il maintient la direction et l’activité du PCA. Il fait des périples en URSS, dans les pays socialistes et renoue les contacts avec les responsables du Parti communiste français. En 1963, il donne une conférence mémorable, et très souvent pillée, sur la musique algérienne à la salle officielle au pied de l’ancien Gouvernement général devenu Palais du gouvernement et rebaptisée « salle Ibn Khaldoun », et répète ses interventions dans les villes algériennes. Il participe à la création de l’Union des écrivains algériens.
Il apparaît à la fois comme le poète communiste national, le spécialiste de musique andalouse (et de musique européenne classique) et le porteur de la nouvelle doctrine du « Marxisme soviétique », celle des voies non-capitalistes du développement et des spécificités nationales dans la construction du socialisme. Sa position est exposée dans un texte de conférence plusieurs fois repris en 1963-1964 : « Qu’est-ce qu’un révolutionnaire algérien ? » Ce communisme nationaliste suit l’évolution du FLN et de l’UGTA en 1964-1965 (Charte d’Alger, congrès de l’Union générale des travailleurs algériens). Il soutient les accords de rapprochement entre FLN et PCF et prépare des numéros spéciaux des revues communistes pour célébrer la marche vers le socialisme qu’annoncent les engagements de Ben Bella en faveur d’un socialisme national, dit aussi arabe comme en Égypte, et spécifique.
Le Coup d'État de 19 juin 1965 du colonel Boumédiène met tout par terre. Bachir Hadj Ali et les dirigeants communistes sont recherchés par les forces de la sécurité militaire. Par exception rare de renoncement à un parti communiste maintenu comme tel, une part des dirigeants communistes participe avec les opposants venant de la gauche du FLN (Mohammed Harbi, Hocine Zehouane notamment), à la création de l’Organisation de la résistance populaire (OPR). Arrêté le 20 septembre 1965, Bachir Hadj Ali est soumis à d’atroces tortures, celles dites du casque allemand qui, par suite d’un traumatisme crânien, le rendront sujet aux vertiges, dont il porte témoignage dans L’arbitraire (qui est republié accompagné des Chants pour les nuits de septembre).

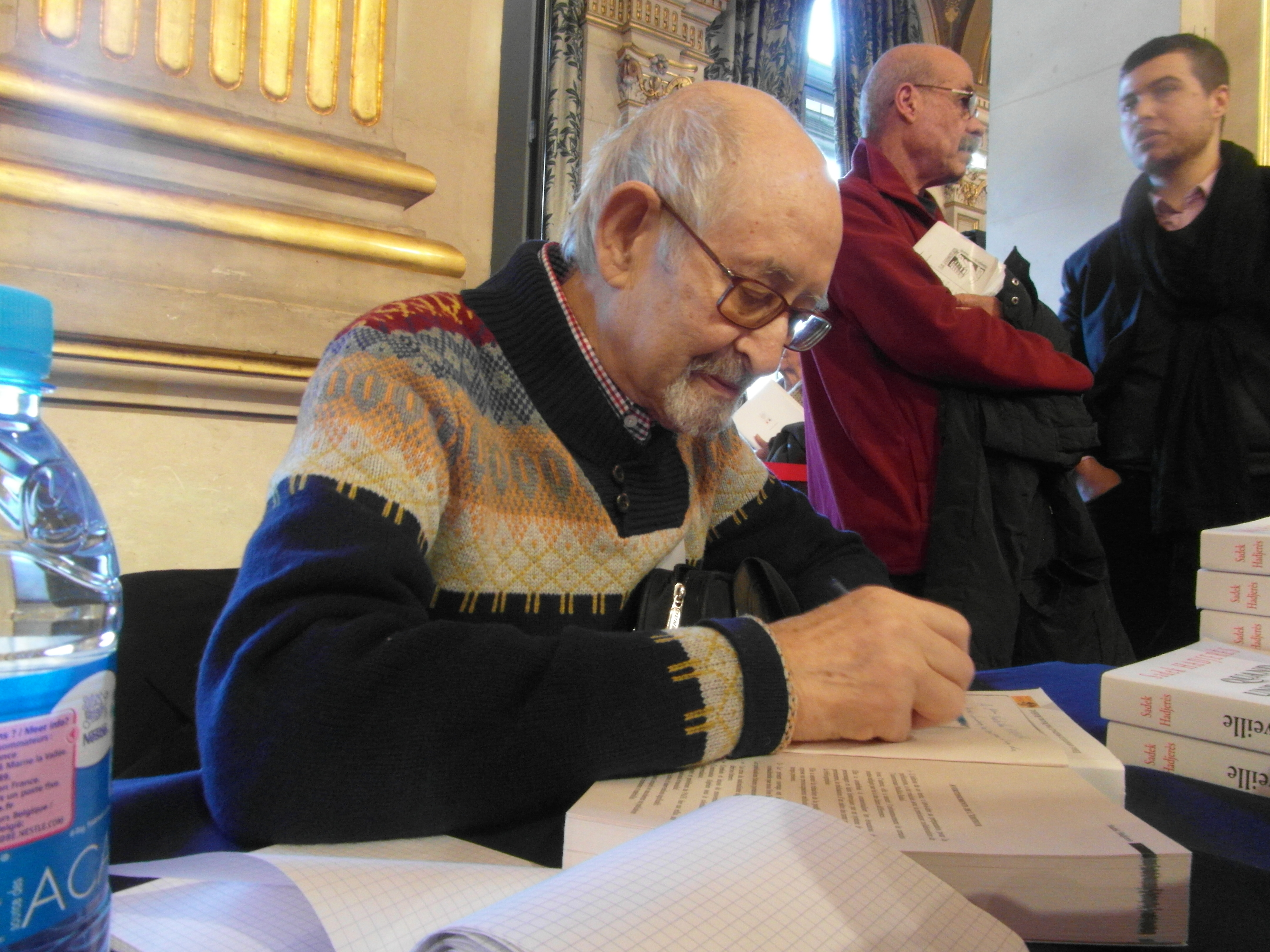
Sadek Hadjerès Secrétaire général du Parti de l'avant-garde socialiste.

Commence pour lui et ses compagnons : Ahmed Abbade, Mohammed Harbi, Mourad Lamoudi, Hocine Zehouane, une longue période de détention à la prison de Lambèse, puis au secret à Annaba, et ensuite à Dréan. Pendant son emprisonnement, il figure comme appartenant à la direction de l’organisation communiste reconstituée sous le nom de Parti de l'avant-garde socialiste (PAGS). En novembre 1968, il est assigné à résidence d’abord à Saïda puis à Aïn Sefra, dans le Sud de l’Oranie. En 1970, la mesure d’assignation est levée, mais il reste interdit de séjour dans quatre grandes villes d’Algérie : Oran, Alger, Constantine, Annaba. Libéré officiellement en 1974, Bachir Hadj Ali réduit ses activités au domaine poétique et de connaissance musicale.
Ce n’est qu’à la suite du mouvement et des manifestations d'octobre 1988, que le Parti de l'avant-garde socialiste (PAGS) est finalement légalisé. Tardivement, le 13 septembre 1989. Sadek Hadjerès sort de la clandestinité à soixante et un ans pour assumer publiquement la direction du PAGS. Après le congrès de décembre 1990, il se retire en France.

### Articles liés
- Communisme
- Anticolonialisme
- Combattants de la libération
- Parti de l'avant-garde socialiste
- Gabrielle Gimenez.